# Mirufens afrangiata
Mirufens afrangiata is een vliesvleugelig insect uit de familie Trichogrammatidae. De wetenschappelijke naam is voor het eerst geldig gepubliceerd in 1974 door Viggiani & Hayat.